# Puebla de Albortón (kommunhuvudort)
Puebla de Albortón är en kommunhuvudort i Spanien.   Den ligger i provinsen Provincia de Zaragoza och regionen Aragonien, i den nordöstra delen av landet, 260 km öster om huvudstaden Madrid. Puebla de Albortón ligger 482 meter över havet och antalet invånare är 150.
Terrängen runt Puebla de Albortón är kuperad åt sydväst, men åt nordost är den platt. Runt Puebla de Albortón är det mycket glesbefolkat, med 2 invånare per kvadratkilometer. Närmaste större samhälle är Belchite, 12,6 km sydost om Puebla de Albortón. Omgivningarna runt Puebla de Albortón är i huvudsak ett öppet busklandskap.